# María Asunción Quiñones
María Asunción Quiñones Goikoetxea, anche nota come Mariasun Quiñones o solo Mariasun (Hondarribia, 29 ottobre 1996), è una calciatrice spagnola di origini basche, portiere dell'Athletic Bilbao e della nazionale spagnola.

## Carriera

### Nazionale
Quiñones viene convocata dalla Federcalcio spagnola (RFEF) per indossare la maglia della formazione under 20 che, affidata al tecnico Jorge Vilda, aveva ottenuto (con l'under 19) l'accesso al Mondiale di Papua Nuova Guinea 2016. In quell'occasione Vilda la fa scendere in campo come titolare in tutti i quattro incontri disputati dalla sua nazionale, i tre della fase a gironi più quello dei quarti di finale dove la squadra viene eliminata dalla Corea del Nord ai supplementari.
Per indossare nuovamente la maglia della nazionale, questa volta quella maggiore, deve attendere il 2017, convocata da Vilda, che aveva intanto sostituito Ignacio Quereda come CT dall'estate 2015, che la inserisce in rosa nella formazione che partecipa all'edizione 2017 dell'Algarve Cup. Debutta il 6 marzo, nell'incontro pareggiato a reti inviolate con l'Islanda, impiegata in quella sola occasione dei quattro giocati dalla sua nazionale, condividendo con le compagne la conquista del trofeo, il primo per la nazionale spagnola, battendo in finale il Canada per 1-0.
Da allora Vilda, pur impiegandola saltuariamente, la convoca con regolarità. Marca una presenza all'Algarve Cup 2019 e viene inserita prima nella lista delle 23 giocatrici convocate alla fase finale dell'Europeo dei Paesi Bassi 2017, come vice di Dolores Gallardo, e due anni più tardi come terzo portiere nella rosa delle convocate al Mondiale di Francia 2019. Non viene tuttavia impiegata in alcun incontro dei due trofei UEFA e FIFA.

## Palmarès

### Club
- Coppa della Regina: 1

Real Sociedad: 2018-2019

### Nazionale
- Algarve Cup: 1

2017